# На святках
«На святках» ― рассказ русского писателя Антона Павловича Чехова, опубликованный в 1900 году.

## Публикация
1 декабря 1899 года Сергей Худеков, редактор и издатель «Петербургской газеты», послал письмо Чехову, в котором изложил свою просьбу о том, чтобы писатель создал произведение в жанре рождественского рассказа. Чехов согласился (хотя прекратил сотрудничество с газетой ещё в 1887 году), и уже к концу декабря, после написания повести «В овраге», за несколько закончил работу над произведением, которое получило название «На святках». Рассказ был опубликован в первом номере январского издания Петербургской газеты в 1900 году. Худенков в ответом письме Чехову писал: «Низко, пренизко кланяюсь Вам, дорогой Антон Павлович, за Вашу присылку. Благодаря Вам, на „нашей улице“ настоящий, светлый праздник. <…> рассказ будет помещен в новогоднем номере, который своевременно будет <…> доставлен».
С некоторыми незначительными поправками и изменениями Чехова включил рассказ «На святках» в 12-й том своего второго издания собрания сочинений, опубликованных русским книгоиздателем Адольфом Марксом в 1903 году. Впоследствии рассказ также появился 11-м томе третьего издания собрания сочинений писателя, которое вышло в свет уже после смерти самого Чехова.

## Сюжет
Рассказ «На святках» состоит из двух частей.
В первой части действие происходит зимой в деревенском трактире. Местная жительница Василиса не виделась со своею дочерью Ефимией четыре года. После свадьбы та уехала с мужем в Петербург. Василиса решила написать письмо дочери, а поскольку она была неграмотная, то попросила написать письмо за пять алтын Егора, хозяйкиного брата.
В трактир с ней пришел и Петр, её старик. Василиса думала о том, что писать в письме и диктовала текст Егору. Егор подсказывал, что ей писать. Поскольку зять Василисы был в солдатах, то Егор писал нужные, по его мнению, слова: «В настоящее время, как судба ваша через себе определила на Военое Попрыще, то мы Вам советуем заглянуть в Устав Дисцыплинарных Взысканий и Уголовных Законов Военнаго Ведомства, и Вы усмотрите в оном Законе цывилизацию Чинов Военаго Ведомства».
В помыслах Василисы было написать о хлебе насущном, о здоровье, корове, внуках, а ученый Егор писал: «Обратите внимание, — продолжал Егор писать, — в 5 томе Военых Постановлений. Солдат есть Имя обчшее, Знаменитое. Солдатом называется Перьвейшый Генерал и последней Рядовой…». «И поетому Вы можете судить, какой есть враг Иноземный и какой Внутреный. Перьвейшый наш Внутреный Враг есть: Бахус».
Закончив писать письмо, Егор прочитал его старику. Тот ничего не понял, но согласился и отдал писарю деньги.
На следующий день Василиса отнесла письмо на почту.
Во второй части действие происходит в Петербурге в водолечебнице доктора Б. О. Мозельвейзера. Муж Ефимии, Андрей Хрисанфыч был там на службе. В водолечебницу пришли генерал и почтальон с письмом из деревни. Генерал разделся и ушел принимать ванны, а Андрей начал читать письмо и отдал его Ефимии. Ефимия прочитала первые строки и бросила. На нее нахлынули воспоминания о деревне и родителях.
Андрей Хрисанфыч вспомнил жена давала ему несколько раз письма для отправки в деревню, но ему было не до них и письма терялись.